# Approximale Schmelzreduktion

Aufbau eines Zahns

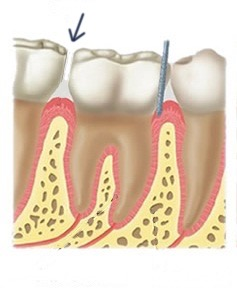
Schematische Darstellung einer approximalen Schmerzreduktion; hier: Unterkiefer rechts

Die approximale Schmelzreduktion (ASR) ist eine Methode der Kieferorthopädie, durch die Engstände von Zähnen behandelt werden. Bei der ASR wird der Zahnschmelz dem individuellen Bedarf entsprechend um (einige) Zehntel-Millimeter reduziert, sodass auf eine Zahnextraktion verzichtet werden kann. Im englischen Sprachraum werden für diese Methode die Bezeichnungen Interproximal reduction oder Air Rotor Stripping gebraucht.

## Grenzen
Die Schmelzreduktion darf nur in engen Grenzen durchgeführt werden, da sonst die Kariesanfälligkeit im Interdentalraum (Zahnzwischenraum) erhöht wird. Als Grenze werden 50 % der Zahnschmelzdicke angesehen. Dies ergibt in einem Kiefer bis maximal 10 mm Raumgewinn. Dabei ist die individuelle Zahnform und die verschiedenen Ethnien zu berücksichtigen, die einen geringeren Raumgewinn bringen können. An den Frontzähnen gilt eine Reduktion von etwa 0,75 mm pro Zahnzwischenraum als obere Grenze, eine solche von 1 mm an den Seitenzähnen.

## Geschichte
Bereits im Jahr 1944 wurde das Abtragen von Zahnschmelz durch Murray Ballard in der Fachzeitschrift The Angle Orthodontist vorgestellt. Im Jahr 1956 wurde dann eine von Arthur Hudson verfasste Studie im American Journal of Orthodontics veröffentlicht, in der die Auswirkungen der Zahnschmelz-Reduktion untersucht wurden.
In den 1980er-Jahren erregte die Methode weltweites Interesse, nachdem J. Sheridan die ASR als Alternative zur Molar-Extraktion in zwei vielbeachteten Artikeln bezeichnete.